# 克林頓 (新澤西州)
克林頓（英語：Clinton）是一個位於美國新澤西州亨特登縣的鎮。

## 人口
根據2020年美國人口普查的數據，克林頓的面積為3.72平方千米，當中陸地面積為3.49平方千米，而水域面積為0.23平方千米。當地共有人口2773人，而人口密度為每平方千米745人。